# Roberta Ferrari
Roberta Ferrari (Vevey, 14 gennaio 1966) è una conduttrice televisiva, giornalista e autrice televisiva italiana.

## Biografia
Nasce in Svizzera francese da genitori italiani, padre ingegnere meccanico e madre insegnante di lingue. Ha una sorella, più grande di cinque anni. Si trasferisce in Italia, a Milano, all’età di nove anni.
Giornalista professionista, è laureata in Psicologia. Nel 1990 inizia a lavorare per Telelombardia in qualità di giornalista e conduttrice televisiva per due stagioni, passando poi a Cinquestelle Network.
Nella stagione 1995-1996 presenta Galagoal su TMC. Dal 1994 al 2000 collabora in qualità d’inviata sportiva e conduttrice per Antennatre e nel 2000 passa a Sky Stream Tv, dove conduce la trasmissione Marcati Stretti, da lei ideata con Stefania Sorrenti.
Approda in Rai nel 2001 nel programma Unomattina estate di Rai 1, con la rubrica Le gemelle del gol, dove viene riconfermata nell’edizione invernale 2001-2002. Nella stagione successiva entra nel cast di Quelli che il calcio su Rai 2, dove rimane anche nella stagione 2003-2004. Nel 2005 passa alla conduzione del programma Pole Position di Rai 1. Nel 2006 entra a far parte del cast del programma del weekend Mattina in famiglia di Rai 2, dove viene riconfermata nelle stagioni successive, conducendo e realizzando la rubrica Sport e Cuore, fino al 2010. In contemporanea è opinionista fissa alla trasmissione L'Italia sul 2, su Rai 2. Nel 2011 è inviata de La partita del cuore, su Rai 1.
Nell’estate 2012 è opinionista alla trasmissione Unomattina Vita bella, su Rai 1. Dal 2010 al 2016 passa a Unomattina in famiglia su Rai 1, conducendo e realizzando la rubrica "Campioni di cuore". Nella stagione 2016-2017 continua a far parte del cast di Unomattina in famiglia su Rai 1, dove co-conduce la rubrica "Tv perché sì" con Tiberio Timperi e Ingrid Muccitelli. Nel 2016-2019 è opinionista a La vita in diretta su Rai 1.
Dal 2019 è ideatrice, autrice e conduttrice del Blog Multimediale Figli Felici – Genitori e Adolescenza.
Nel 2023 è autrice e conduttrice della trasmissione Gen Z vs Boomers.
Nella stagione 2023-2024 è volto di Rai Italia dove conduce Gli Italians ed è nel cast fisso di Paparazzi, in lingua inglese.
Nella stagione 2023-2024 è opinionista di Ore 14 per la cronaca nera su Rai 2 e di La vita In Diretta su Rai 1.
Nell'estate 2024 è opinionista per la cronaca nera di Estate in diretta su Rai 1.

## Vita privata
È madre di Iris Ferrari.

## Televisione
- Mondiali 90 (TeleLombardia, 1990)
- Serie C (TeleLombardia, 1990-1991)
- Italia 5 Stelle (5 Stelle Network,1991-1994)
- Zitti & Mosca (5 Stelle Nerwork, 1993-1994)
- Antenna tredici (Antennatre, 1994-2000)
- Azzurro Italia (Antennatre,1995-1997)
- Galagoal (TMC, 1995-1996)
- Il Gonfalone (TeleLombardia, 1997-1998)
- Aspettando tredici (Antennatre,1998-1999)
- Il processo del martedì (Antennatre, 1999-2000)
- Marcati Stretti (Stream tv, 1999- 2001)
- Unomattina (Rai 1, 2000-2001)
- Unomattina Estate (Rai 1, 2001)
- Quelli che il calcio (Rai 2, 2002-2004)
- Pole Position (Rai 1, 2005)
- Italia sul due (Rai 2, 2005-2007)
- Mattina in famiglia (Rai 2, 2006-2010)
- La partita del cuore (Rai 1, 2011)
- Unomattina Vita Bella (Rai 1, 2012)
- Unomattina in famiglia (Rai 1, 2010-2017)
- La Vita in Diretta (Rai 1, 2016-2019)
- Ore 14 (Rai 2, 2023-2024)
- La vita in diretta (Rai 1, 2023-2024)
- Gli Italians (Rai Italia, 2023-2024)
- Paparazzi (Rai Italia, 2023-2024)
- Estate in Diretta (Rai 1, 2024)

## Pubblicazioni
- In campo leoni, a casa? (MGC edizioni Lampi di stampa, 2010)
- Dalla vostra parte (edizioni Sperling & Kupfer, febbraio 2020)